# Гермониус, Эдуард Карлович
Эдуа́рд Ка́рлович Гермо́ниус (6 [18] мая 1864 — 5 октября 1938, Бейрут) — русский генерал-лейтенант, инженер-металлург, оружейник.

## Биография
Евангелическо-лютеранского вероисповедания. Образование получил в 1-й Санкт-Петербургской военной гимназии.
Окончил Михайловское артиллерийское училище и Михайловскую артиллерийскую академию. С 1890 г. служил на оборонных предприятиях в Ижевске. Начальник мастерских Ижевских заводов. Помощник начальника Ижевских оружейного и сталеделательного заводов (1898-1909). Генерал-майор (1909).
Начальник Самарского трубочного завода (с 14.12.1911). Заведующий арт. приёмками (с 15.06.1914).
С началом Первой мировой войны командировался в Японию, Великобританию, США для закупок артиллерийского и другого имущества для русской армии. С 1916 г. председатель Русского правительственного комитета в Лондоне. После Октябрьской революции отказался признать советское правительство и свернул работу комитета.
В 1918–1920 гг. занимался вопросами снабжения белых армий вооружением и боеприпасами. 16 июля 1919 г. подписал с представителем председателем ARA Гербертом Гувером договор о поставках продовольствия Северо-Западной армии Юденича. В сентябре - октябре 1919 г. с целью получения помощи для белых армий ездил в США.
В 1920-х годах проживал Пльзене (Чехословакия), работал на заводах «Шкода». С конца 1920-х гг. проживал в Бейруте, где и скончался.
Сын — Гермониус Вадим Эдуардович.

## Сочинения
- Скорострельные орудия в полевых армиях : (Сообщение, чит. в Ижевском офицерском собрании). [Санкт-Петербург] : тип. Э. Арнгольда, 1894.
- Отливка плотных стальных слитков в Ижевском сталеделательном заводе. [Санкт-Петербург] : тип. П.П. Сойкина, 1902.
- Война и промышленность. Париж, 1928. 63 стр.

## Награды
- Орден Св. Анны 2-й ст. (1906)
- Орден Св. Владимира 3-й ст. (1911)
- Орден Св. Станислава 1-й ст. (1913)
- Орден Св. Анны 1-й ст. (ВП 22.03.1915)
- Орден Св. Владимира 2-й ст.(2-е доп. к ВП 30.07.1915)